# Barrage de Yenihayat
Le barrage de Yenihayat est un barrage situé dans la province de Çorum en Turquie, au nord-est d'Ankara.

## Sources
- (en) « Yenihayat Dam », sur Agence gouvernementale des travaux hydrauliques (DSI)